# Skadom
Skadom är en by i Boteå socken, Sollefteå kommun, Västernorrlands län. Byn genomkorsas av Ådalsbanan och ligger på Ångermanälvens sydvästra strand ungefär mitt emot Boteå kyrka. Genom byn går landsvägen mellan Prästmon och Sollefteå.
Skadom är mest känt för sin plantskola samt för Torbjörn Holmers kända samling av gökur. Den största samlingen i Sverige, vilken finns i Klockhuset i Skadom.